# Кулина (язык)
Язык кулина или мадиха относится к араванским языкам. Носители, числом от 1300 до 4000 человек (по разным данным), проживают на территории Бразилии и Перу.
В племени кулина существует «женский язык» и «мужской язык», причём взаимопонимание между ними отсутствует.
Порядок слов — Subject Object Verb.